# Gudenus-Handschrift

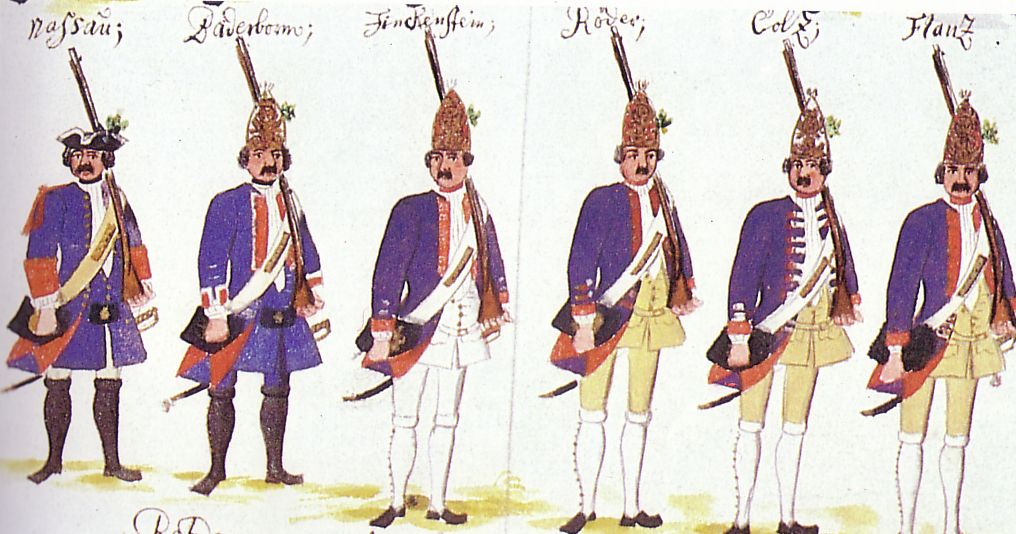
Ausschnitt aus dem Folioblatt mit den Fußtruppen. Gut zu erkennen ist die karikative Darstellung der unterschiedlichen Charakteristik preußischer Truppen und der Kontingente der Reichsarmee. Die Soldaten Friedrich Wilhelms I. sind hochgewachsen und tragen einen knappen Uniformrock.

Die Gudenus-Handschrift ist eine Bilderhandschrift, die kaiserliche Truppen im Lager von Heilbronn im Polnischen Erbfolgekrieg 1734 darstellt. Das Lager bestand im Zuge der Belagerung der Festung Philippsburg durch Frankreich. Die Handschrift besteht aus zwei großen Folioblättern mit karikaturenhaften, aber auch sehr detaillierten Darstellungen einzelner Soldaten. Die Blätter sind in einem Konvolut Manuscripta ad militiam spectantia im Generallandesarchiv Karlsruhe enthalten.

## Künstler
Die Darstellungen schrieb Hans Bleckwenn Philipp Franz von Gudenus (1710–1783) zu, über dessen Leben relativ wenig bekannt ist. 1770 bis 1783 wird Gudenus als Inhaber eines kurmainzischen Infanterieregiments genannt. Gudenus erwies sich in Heilbronn als ein ausgesprochen gewissenhafter Beobachter.

## Dargestellte Truppen
Dargestellt werden Dänemark, die Reichsarmee (mit den Reichskreisen Franken, Schwaben, Oberrhein, Niederrhein-Westfalen, Obersachsen), Kaiserlich-Habsburg, Preußen, Kur-Hannover, Hessen-Kassel, Braunschweig-Wolfenbüttel, Würzburg, Bamberg, Württemberg, Sachsen-Weimar, Sachsen-Eisenach und Sachsen-Gotha.  

## Bedeutung
Die Handschrift hat insofern Bedeutung, als sie erstmals in einer figürlichen (und nicht schematischen) Darstellung Uniformen unterschiedlichster Kontingente darstellt. Die Figuren selbst sind etwa 6 Zentimeter groß (Fußsoldat). Hierbei werden die unterschiedlichen Traditionen und Moden deutlich (z. B. vorwiegend weiße Uniformen für katholische Länder, blaue für protestantische Länder und rot für handelsorientierte/reiche Länder). Auffallend sind die preußischen Soldaten, die etwa gegenüber Soldaten der Reichsarmee großgewachsen sind und einen äußerst knappen Uniformschnitt tragen. Die Darstellungen dienten insbesondere Herbert Knötel zur Rekonstruktion historischer Uniformen, die in Zigarettenbildern zum Allgemeingut wurden.